# Bohuslav Metelka
Bohuslav Metelka (1. října 1885 Úsobí – 25. června 1960 Praha) byl jihlavský malíř, kreslíř, loutkář a pedagog.

## Život

### Dětství a studium
Bohuslav Metelka se narodil jako jedno ze tří dětí závodčího četnické stanice Jaroslava Metelky a Marie, roz. Kadrnožkové 1. října 1885 v Úsobí. Po narození bratra Jaroslava (*1888) a sestry Leopoldiny (*1890) se rodina přestěhovala z Úsobí do Větrného Jeníkova, kde Bohuslav vychodil obecnou školu. Měšťanku pak dokončil v roce 1900 v Golčově Jeníkově. V tomto roce nastoupil na reálce v Kutné Hoře, kde také složil v roce 1905 maturitní zkoušku. Ve studiu pak pokračoval na Vysoké škole uměleckoprůmyslové v Praze na Smíchově, kde v letech 1905 až 1908 absolvoval tři ročníky všeobecné školy kreslení a v roce 1908 až 1909 znovu třetí ročník, pravděpodobně u profesora Dítěte.

### Profesní život
Bohuslav Metelka začínal jako asistent a suplent na Státním reálném gymnáziu v Klatovech (1909–1913), poté opět jako suplent nastoupil v gymnáziu v Rychnově nad Kněžnou (1914–1919). V roce 1915 nastoupil základní vojenskou službu. První světovou válku strávil na italské frontě, odkud údajně pochází série tužkových kreseb.

## Profese

### Profesor
Po návratu z vojny působil jako zatímní profesor na gymnáziu v Třeboni (1919–1920), poté až do roku 1922, jako profesor kreslení a rýsování v Duchcově. 1. září 1922 nastoupil Bohuslav Metelka na jihlavské gymnázium na pozici učitele kreslení a deskriptivní geometrie. Časem získal stálé místo profesora.

### Loutkář
Svoji loutkářskou činnost zahájil ještě při jeho působení v Duchcově. Zabýval se nejen výrobou loutek, ale vytvářel i loutková představení. Během svého působení v Duchcově vytvořil cca 60 loutkových postaviček. Společně se svými žáky v Duchcově vyráběl loutky a společně založili loutkové divadlo. Po svém odchodu do Jihlavy se i nadále věnoval loutkovému divadlu. Loutková představení hrál se svou ženou, často vystupovali v prostorách dnešního kina Dukla (dříve Elite a Reform). Dále pak vystupovali v Legiodomu, na jeho práci navázal později loutkářský soubor Jiskra při Domu kultury ROH. Úzce také spolupracoval s Jindřichem Veselým významnou osobností českého loutkového divadla a spoluzakladatelem časopisu Loutkář, kam Metelka také přispíval. Také spolupracoval s Josefem Skupou zakladatelem Divadla Spejbla a Hurvínka.

### Malíř a kreslíř
Bohuslav Metelka byl profesorem kreslení, vyráběl loutky, není proto divu, že byl vášnivým malířem. Maloval především realistické obrazy zobrazující různá zákoutí města s lehkým romantickým a snovým nádechem. Techniky malby různě střídal - akvarel, uhel, křídy. Motivem mu bylo především město Jihlava, ale maloval i Prahu. Významně výtvarně činný byl i na svém vynuceném pobytu v Polné. Častým námětem byly významné architektonické památky, křivolaké uličky, dominantní věžičky. Hlavním námětem byla Jihlava, ale inspiraci hledal napříč republikou.
Nesmíme opomenout, že dalším motivem kterému se věnoval byly krajinky, ale i třeba portréty, které jsou většinou neidentifikovatelné, pokud se nejedná o jeho syna Jaroslava. Dalším motivem mu byly různá zátiší, ale i třeba výjevy z pohádek. Známá je jeho technika kreslení postaviček velmi jednoduchou linkou s černou konturou, které ale na diváka působí velmi živě.
Jedním z nejznámějších obrazů je např. Zasněžená Jihlava – obraz staré Jihlavy z brány Matky Boží. Dalším známým dílem je série 24 uhlokreseb v nichž zachytil pomíjející starou Jihlavu 20. let minulého století.

## Osobní život
Během svého působení na gymnáziu v Rychnově nad Kněžnou poznal s největší pravděpodobností svou ženu Vlastu, roz. Kapalovou (1899–1985), se kterou se v roce 1921 oženil. Dne 9. června 1932 se jim narodil syn Jaroslav Jiří (†1995). V září 1938 se manželé rozvedli. Syn Jaroslav byl vychováván převážně otcem.